# Lethe (folyó)
A Lethe folyó az alaszkai Katmai hegytől 12 kilométerre nyugatra folyik, az Ukak folyó középső ága.
A folyót 1917-ben Robert F. Griggs nevezte el, aki az 1912-es Novarupta kitörés utóhatásait kutatta a környéken a National Geographic Society megbízásából; a név a görög mitológiai Léthe vagy Léthé, "a felejtés folyója" nevével azonos.
1. ↑  18085971